# Лаур, Хуго Тынувич
Ху́го Ты́нувич Ла́ур (1893—1977) — эстонский и советский актёр театра и кино. Народный артист Эстонской ССР (1947). Лауреат двух Сталинских премий (1948, 1952). Член ВКП(б) с 1950 года.

## Биография
Х. Т. Лаур родился 7 (20) марта 1893 года в посёлке Вяйке-Маарья (ныне Эстония). Работал в Риге учеником каменщика, чертёжником. С 1918 года начал творческую деятельность артистом в театре «Эстония» в Ревеле. С 1930 года в кино. Преподавал на кафедре театрального мастерства в Эстонском театральном институте.
Х. Т. Лаур умер в Таллине 30 декабря 1977 года.

## Фильмография
- 1930 — Волны страсти (производство Эстонии и Германии)
- 1947 — Жизнь в цитадели — профессор Аугуст Мийлас
- 1951 — Свет в Коорди — батрак Сааму
- 1955 — Счастье Андруса — Вааг
- 1956 — На задворках — Сойн
- 1957 — Июньские дни — Кладовщик
- 1959 — Незваные гости — Репс
- 1962 — Ледоход — Лаас
- 1963 — Оглянись в пути — учитель Юлиус Рааген
- 1963 — Домик в дюнах — Рыбак
- 1963 — Укротители велосипедов — Вахтёр
- 1964 — Девочка и эхо — Дедушка;
- 1964 — Новый нечистый из преисподней — Возчик
- 1965 — Им было восемнадцать — Тээнус
- 1969 — Последняя реликвия — Монк Первый
- 1970 — Берег ветров — слепой Каарле

## Награды и премии
- орден Ленина (30.12.1956)
- два ордена «Знак Почёта» (в том числе 1950)
- Сталинская премия второй степени (1948) — за роль профессора Мийласа в фильме «Жизнь в цитадели» (1947)[1]
- Сталинская премия третьей степени (1952) — за роль батрака Сааму в фильме «Свет в Коорди» (1951)
- народный артист Эстонской ССР (1947)